# Субрегија Фоча
Субрегија Фоча је субрегија мезорегије Источно Сарајево према Просторном плану Републике Српске. 

## Географија
Обухвата општине:

- Фоча,
- Чајниче

У саставу је Мезорегије Источно Сарајево.